# 永和信用金庫
永和信用金庫（えいわしんようきんこ）は、大阪府大阪市浪速区日本橋に本店を置く信用金庫である。統一金融機関コードは、1643。コミュニケーション・ブランドネームは、「U-BANKえいわ」。
大阪市内(14ヵ店)のほか、堺市・東大阪市・八尾市(5ヵ店)に支店を構える。

## 沿革
- 1931年9月21日 - 有限責任山王信用組合として住吉区山王町（現・西成区山王）に設立
- 1949年12月 - 市街地信用組合に転換・改組
- 1950年4月 - 信用協同組合に転換・改組
- 1951年10月 - 信用金庫に転換、山王信用金庫に改組
- 1958年12月 - 本店を浪速区に移転、永和信用金庫に名称変更
- 1989年8月 - 本店ビル新築落成
- 1993年11月 - 大阪手形交換所直接交換参加
- 1995年4月- 金融機関初のカジュアルデー実施
- 2008年6月 - 大阪府内に本店を置く信用金庫相互間ATM手数料無料サービス「しんきん大阪ゼロネット」を開始。
- 2012年11月 - 「中小企業経営力強化支援法」に基づく「経営革新等支援機関」に認定
- 2018年4月 - 大阪府と「中小企業振興に関する連携協定」を締結
- 2023年11月27日 - この日から磁気の影響を受けにくい新しい通帳（Hi-Co通帳）を取扱開始した(Hi-Co通帳に対応していない信用金庫ATMではHi-Co通帳は使えない。)[1]。

## 営業エリア
- 大阪市
- 東大阪市
- 八尾市
- 松原市
- 藤井寺市
- 羽曳野市
- 柏原市
- 守口市
- 門真市
- 堺市
- 寝屋川市
- 大東市
- 富田林市
- 四條畷市
- 大阪狭山市